# Évidentialité
Cette page contient des caractères spéciaux ou non latins. S’ils s’affichent mal (▯, ?, etc.), consultez la page d’aide Unicode.
En linguistique, l'évidentialité, aussi appelée médiatif, est, d'une façon générale, l'indication de l'existence de la preuve, de la nature de la preuve, ou du type de témoignage à l'appui d'une assertion donnée. Un marqueur évidentiel est l'élément grammatical particulier (affixe, clitique ou particule) qui indique l'évidentialité.

## Introduction
Toutes les langues possèdent des moyens de spécifier la source ou la fiabilité d'une information. Les langues occidentales (par exemple germaniques ou romanes) indiquent souvent l'évidentialité au travers de verbes modaux (le français devoir, le néerlandais zouden, le danois skulle, l'allemand sollen) ou par d'autres items lexicaux (adverbes et adjectifs : anglais reportedly et alleged) ou encore des propositions complètes (français : « il me semble »).
Le fait de marquer l'évidentialité a des implications pragmatiques. Par exemple, une personne qui exprime une assertion fausse en la présentant comme une croyance peut être considérée comme s'étant trompée ; si elle présente cette assertion comme un fait observé personnellement, elle sera probablement taxée de mensonge.
Certaines langues possèdent une catégorie grammaticale distincte pour l'évidentialité, laquelle doit alors systématiquement être exprimée : par exemple, « les membres de la tribu Wintus ne disent jamais que cela est du pain. Ils disent « ce-qui-m’a-l’air-d’être-du-pain », ou « ce-qui-m’apparait-être-du-pain », ou « ce-qu’on-m’a-dit-être-du-pain », ou « ce-que-je-déduis-être-du-pain », « ce-que-je-pense-être-du-pain », ou le plus vague et intemporel « ce-que-mon-expérience-me-dit-être-du-pain ». Dans les langues indo-européennes, les éléments indiquant la source de l'information sont optionnels, et leur fonction primaire n'est généralement pas d'indiquer l'évidentialité : ils ne forment donc pas une catégorie grammaticale. Les éléments obligatoires des systèmes d'évidentialité grammaticale peuvent être traduits par exemple en français, selon le cas, par : j'ai entendu dire que, je vois / j'ai vu que, je pense que, à ce que j'ai entendu, à ce que je comprends, on dit que, il paraît que, il me semble que, on dirait que, il apparaît que, il s'avère que, apparemment, manifestement, d'après certaines sources, etc.
En 2004, Alexandra Aikhenvald estime qu'environ un quart des langues du monde possèdent des moyens grammaticaux d'exprimer l'évidentialité. Elle signale également qu'à sa connaissance, aucune recherche n'a été menée jusqu'ici sur l'évidentialité dans les langues des signes.
Dans de nombreuses langues possédant des marqueurs grammaticaux d'évidentialité, ces marqueurs sont indépendants du temps, de l'aspect ou de la modalité épistémique (laquelle traduit le jugement propre du locuteur sur la fiabilité de l'information).
L'évidentialité grammaticale peut s'exprimer sous différentes formes (selon la langue considérée), telles que des affixes, des clitiques ou des particules. Par exemple, le pomo oriental possède quatre suffixes d'évidentialité qui s'adjoignent au verbe : -ink’e (sensoriel non visuel), -ine (inférentiel), -·le (ouï-dire), -ya (connaissance directe).
| Type évidentiel      | Exemple verbal | Glose                                                                   |
| -------------------- | -------------- | ----------------------------------------------------------------------- |
| sensoriel non visuel | pʰa·békʰ-ink’e | "brûlé" [le locuteur a ressenti lui-même la brûlure]                    |
| inférentiel          | pʰa·bék-ine    | "manifestement brûlé" [le locuteur en a vu une preuve circonstancielle] |
| ouï-dire (rapporté)  | pʰa·békʰ-·le   | "brûlé, dit-on" [le locuteur rapporte ce qu'il a entendu dire]          |
| connaissance directe | pʰa·bék-a      | "brûlé" [le locuteur en a été directement témoin]                       |

## Histoire du concept
C’est après Roman Jakobson que le terme « évidentialité » a été introduit dans le domaine de la linguistique, dans une grammaire du kwakiutl publiée après sa mort et compilée par Franz Boas. Cependant, il a fallu 10 ans de plus et la publication de Jakobson appelée Embrayeurs, catégories verbales et le verbe russe pour que le terme entre dans l’usage courant. Au début des années 1980, l’« évidentialité » est graduellement devenue un sujet de recherche en linguistique. La première étape importante de cette ascension a été une conférence à Berkeley, en 1981, que les organisateurs avaient baptisée « la première conférence créée dans le but de comparer l’évidentialité dans plusieurs langues ». Les actes de colloque ont finalement été publiés sous le nom Évidentialité : le codage linguistique de l’épistémologie. Grâce à cette collection d’ouvrages crédibles, la notion d’évidentialité avait désormais sa place en linguistique. Depuis, le sujet a été abordé de plusieurs perspectives différentes, des études typologiques (d’où elle tire son origine), en passant par l’étude de la grammaticalisation, de la linguistique cognitive, à la syntaxe et même jusqu’à la pragmatique. Plusieurs autres linguistes tels que Aikhenvald, Dendale, Palmer et Kosta ont également continué les recherches sur le sujet.

## «Évidentialité» ou «médiatif»
Le français a deux termes qui correspondent au mot anglais « evidentiality ». Le premier est une transposition directe. En effet, évidentialité a été introduit dans la linguistique francophone par Co Vet dans une critique de Chafe. Alors que ce terme a l’avantage de clairement faire le lien entre les principales études américaines sur le sujet, il est rejeté par certains chercheurs français (voir en particulier Zlatka Guentchéva) sous prétexte que le mot français « évidence » est dans la même famille linguistique, mais signifie en fait le contraire du terme anglais « evidence ». En d’autres mots, l’information communiquée est « évidente », rendant toutes autres spécifications au sujet de sa source superflues. Le terme préféré par ces chercheurs est « médiatif ». Le développement du terme « médiatif » en français est remarquablement similaire à celui de « evidentiality » en anglais proposé par Lazard à peu près à la même époque où Jakobson popularisait « marqueurs d’évidentialité ». « Médiatif » a été réintroduit par Z. Guentchéva dans le début des années 1990 et une conférence sur le médiatif (« mediative » en anglais après Chvany) a été organisée à Paris, en 1994. L’acte de colloque, publié sous le titre « l’énonciation médiatisée » 10 ans après les travaux majeurs de Chafe et Nichols, a aidé à établir sa légitimité dans le vocabulaire de la linguistique et de sa communauté francophone.

## Types d'évidentialité grammaticale
Selon la typologie d'Aikhenvald (2003, 2004), il existe deux grands types de marquage évidentiel :
1. le marquage d'indirectivité (« type I »)
2. le marquage évidentiel (« type II »)

Le premier type (indirectivité) indique si la preuve existe pour un énoncé donné, mais ne spécifie pas sa nature. Le second type (évidentialité proprement dite) spécifie la nature de la preuve, par exemple visuelle, rapportée ou inférée.

### Indirectivité (type I)
Les systèmes d’indirectivité sont courants dans les langues iraniennes, finno-ougriennes, et turques. Ces langues indiquent si la preuve existe pour une source d'information donnée — elles opposent donc l'information « directe » (directement rapportée) et « indirecte » (indirectement rapportée, avec focalisation sur sa réception par le locuteur-destinataire). Contrairement aux autres systèmes évidentiels (de type II), le marquage de l'indirectivité ne fournit pas d'information sur la source de la connaissance : peu importe que l'information résulte d'un ouï-dire, d'une inférence ou d'une perception (toutefois, certaines langues turques distinguent entre le « rapporté indirect » et le « non-rapporté indirect », voir Johanson 2003, 2000 pour plus de détails). En voici un exemple en turc (Johanson 2003 : 275) :
| gel-di       | gel-miş                                                       |
| venir-PASSÉ  | venir-PASSÉ-INDIRECT                                          |
| « est venu » | « est manifestement venu, est venu pour autant que je sache » |
Dans la première forme geldi, le suffixe non marqué -di indique le passé. Dans la seconde forme gelmiş, le suffixe -miş indique également le passé, mais indirectement. Cette nuance peut être rendue en français par l'ajout d'un adverbe tel que manifestement, ou d'une expression comme pour autant que je sache. Le marqueur temporel direct -di est « neutre », dans le sens où il n'est pas précisé s'il existe ou non une preuve à l'appui de l'assertion.

### Évidentialité (type II)
L'autre type principal de systèmes d'évidentialité (« type II ») précise la nature de la preuve à l'appui de l'assertion. Ces natures de preuve peuvent se diviser en critères tels que :
- Locuteur témoin vs. Non-témoin
- Source Primaire vs. Secondaire ou Tertiaire
- Sensoriel
  - Visuel vs. Non-visuel (c.à.d. auditif, olfactif, etc.)
- Inférentiel
- Rapporté
  - Par ouï-dire
  - Citation
  - Supposé (assumed)

Un évidentiel de type « locuteur témoin » indique que la source de l'information a été obtenue par observation directe de la part du locuteur. Habituellement il s'agit d'observation visuelle (« témoin oculaire »), mais certaines langues marquent aussi de la même manière l'information directement entendue. Un évidentiel de type « locuteur témoin » s'oppose généralement à un évidentiel « non-témoin », lequel indique que le locuteur ne peut pas témoigner personnellement de l'information, mais que celle-ci a été obtenue via une source secondaire ou a été inférée par le locuteur.
Un évidentiel de type « source secondaire » s'utilise pour marquer toute information non obtenue par observation ou expérience directe de la part du locuteur. Ceci peut inclure des inférences ou de l'information rapportée, et peut s'opposer avec un évidentiel indiquant tout autre type de source. Un petit nombre de langues distinguent entre sources d'information secondaires et tertiaires.
Les évidentiels « sensoriels » peuvent souvent être subdivisés en différents types. Certaines langues marquent la preuve visuelle différemment de la preuve non visuelle (entendue, sentie ou ressentie). Le kashaya possède un évidentiel auditif distinct.
Un évidentiel « inférentiel » indique que l'information ne provient pas d'une expérience personnelle directe, mais a été inférée à partir d'une preuve indirecte. Certaines langues possèdent différents types d'évidentiels inférentiels. Ils peuvent indiquer :
1. une information inférée à partir d'une preuve physique directe
2. une information inférée depuis la connaissance générale
3. une information inférée / supposée à partir de l'expérience de situations similaires par le locuteur
4. une réalisation (différée dans le passé) (past deferred)

Dans de nombreux cas, différents évidentiels inférentiels indiquent aussi la modalité épistémique, telle que l'incertitude ou la probabilité (voir plus bas : #Évidentialité et modalité épistémique). Par exemple, un évidentiel donné peut indiquer que l'information est inférée mais que sa validité est incertaine, tandis qu'un autre indiquera que l'information est inférée mais probablement fausse.
Les évidentiels de type « rapporté » indiquent que l'information a été rapportée au locuteur par une autre personne. Quelques langues distinguent entre l’ouï-dire et le citationnel. L'ouï-dire indique que l'information rapportée peut être ou non exacte. Le citationnel indique que l'information est considérée comme exacte et non sujette à interprétation (citation littérale). Exemple d'évidentiel rapporté (-ronki) en langue shipibo (parlée au Pérou et au Brésil) (Valenzuela 2003:39) :
Aronkiai.
a-ronki-ai
faire-RAPPORTÉ-INCOMPL
« On dit qu'elle va le faire / Elle dit qu'elle va le faire ».

### Typologie des systèmes évidentiels
On trouvera ci-après un bref passage en revue des systèmes évidentiels recensés dans les langues du monde selon Aikhenvald (2003). Certaines langues n'ont que deux marqueurs évidentiels, tandis que d'autres en ont six ou davantage. Les types de systèmes sont organisés en fonction du nombre d'évidentiels recensés dans la langue. Par exemple, un système à 2 termes (A) aura deux marqueurs évidentiels distincts ; un système à 3 termes (B) en aura 3. Les systèmes sont subdivisés en fonction du type d'évidentialité indiquée (A1, A2, A3...) Entre parenthèses sont mentionnées des langues servant d'exemple dans chaque cas.
Le système le plus fréquemment rencontré est le type A3.
Systèmes à 2 termes
- A1. locuteur témoin / non témoin (jarawara, langues yukaghir, mỹky, godoberi, kalasha-mun, khowar, yanam)
- A2. source non primaire / tout autre cas (abkhaze, mansi, khanty, netes, enets, selkup, langues du nord-est caucasien)
- A3. rapporté / tout autre cas (enga, tauya, lezguien, kham, estonien, live, les langues tibéto-birmanes, plusieurs langues indigènes d'Amérique du Sud)

Systèmes à 3 termes
- B1. sensoriel visuel / inférentiel / rapporté (aymara, langues shastanes, qiang, maidu, langues quechua, langues emberá du nord)
- B2. sensoriel visuel / sensoriel non visuel / inférentiel (washo)
- B3. sensoriel non visuel / inférentiel / rapporté (retuarã, pomo du Nord)

Systèmes à 4 termes
- C1. sensoriel visuel / sensoriel non visuel / inférentiel / rapporté (tariana, Xamatauteri, pomo oriental, langues tucanoanes orientales)
- C2. sensoriel visuel / inférentiel 1 / inférentiel 2 / rapporté (tsafiqui, pawnee)
- C3. sensoriel non visuel / inférentiel 1 / inférentiel 2 / rapporté (wintu)
- C4. sensoriel visuel / inférentiel / rapporté 1 / rapporté 2 (tepehuan du sud-est)

Systèmes à 5 termes et plus
- D1. sensoriel visuel / sensoriel non visuel / inférentiel / rapporté / supposé (tuyuca, tucano)
- D2. locuteur témoin / inférentiel / rapporté / supposé / « soutien interne » (langues nambikuara)
- D3. sensoriel visuel / sensoriel non visuel / inférentiel / rapporté / entendu d'une source connue / participation directe (fasu)
- D4. sensoriel non visuel / inférentiel 1 / inférentiel 2 / inférentiel 3 / rapporté (langues apaches occidentales)

## Marquage évidentiel et autres catégories
Dans de nombreuses langues, les systèmes évidentiels sont marqués conjointement à d'autres catégories linguistiques. Par exemple, une langue donnée pourra utiliser le même élément pour marquer à la fois l'évidentialité et la mirativité (c.à.d. une information inattendue). C'est le cas en apache occidental, où la particule post-verbale ą̄ą̄ fonctionne d'abord comme un miratif, mais possède aussi une fonction secondaire d'évidentialité. Ce phénomène d'évidentiels développant des fonctions secondaires, ou d'autres éléments grammaticaux (miratifs, verbes modaux) développant des fonctions évidentielles est largement répandu. On a pu recenser les types de systèmes mixtes suivants :
- évidentialité + mirativité
- évidentialité + temps/aspect
- évidentialité + modalité (voir discussion dans la section suivante)

Outre ces types d'interactivité, l'usage des évidentiels peut dans certaines langues dépendre aussi du type de proposition, de la structure du discours et/ou du genre linguistique.
Toutefois, malgré les recoupements entre systèmes évidentiels et autres systèmes sémantiques ou pragmatiques (au travers des catégories grammaticales), plusieurs langues marquent l'évidentialité sans aucun lien avec ces autres systèmes. Pour être plus explicite, il existe des systèmes modaux ou miratifs qui n'expriment pas l'évidentialité, et des systèmes évidentiels qui n'expriment pas la modalité ou la mirativité. En raison de ces distinctions observées dans certaines langues, certains linguistes (par exemple Aikhenvald, de Haan, DeLancey) soutiennent que l'évidentialité constitue une catégorie grammaticale distincte, même s'ils admettent ses liens étroits avec d'autres concepts linguistiques.

### Évidentialité et modalité épistémique
L'évidentialité est souvent considérée comme un sous-type de la modalité épistémique (voir par exemple Palmer 1986, Kiefer 1994). D'autres linguistes considèrent que l'évidentialité (c'est-à-dire le fait de marquer la source d'une information dans un énoncé) est distincte de la modalité (qui marque le degré de confiance que le locuteur accorde à l'assertion). Par exemple, en français :
Je vois qu'il vient. (évidentiel)
Je suppose qu'il vient. (épistémique)
Ainsi par exemple, De Haan (1999, 2001, 2005) affirme que l'évidentialité asserte une preuve tandis que la modalité épistémique l’évalue, et que l'évidentialité se rapproche davantage d'une catégorie déictique qui marquerait la relation entre locuteur d'une part, événements ou actions de l'autre (de la même manière que les démonstratifs marquent la relation entre locuteur et objets ; voir aussi Joseph 2003). Aikhenvald (2003) aboutit à la conclusion que, si les évidentiels peuvent indiquer l'attitude du locuteur à propos de la validité de l'énoncé, ceci n'est pas une de leurs caractéristiques nécessaires. Par ailleurs, elle conclut que le marquage évidentiel peut être cooccurent avec le marquage épistémique, mais aussi avec le marquage aspecto-temporel ou miratif.
Le fait de considérer l'évidentialité comme une modalité épistémique ne peut être que le résultat de l'analyse de langues non-européennes en fonction des systèmes de modalité que l'on trouve dans des langues européennes. Par exemple dans les langues germaniques, les verbes modaux permettent d'exprimer à la fois l'évidentialité et la modalité épistémique (et sont donc ambigus lorsqu'on les considère en dehors de leur contexte). D'autres langues, non européennes, marquent clairement ces concepts de façon distincte. Selon De Haan (2001), l'utilisation de verbes modaux pour indiquer l'évidentialité serait relativement rare (sur la base d'un échantillon de 200 langues).
Les chercheurs et linguistes ont donc établi trois types de relations entre la modalité et l’évidentalité dans les études récentes:
- La disjonction (où les deux notions sont entièrement différentes l’une de l’autre).
- L’inclusion (où la portée de l’un englobe l’autre).
- Le chevauchement[10] (où les deux concepts se recoupent partiellement).

On peut parler de disjonction entre l’évidentialité et la modalité dès que ces deux notions sont définies en opposition l’une à l’autre. La proposition de Hardman que les marqueurs d’évidentialité « indiquent la connaissance du locuteur au sujet de ce qui a été énoncé plus tôt » est un exemple d’une définition qui insiste sur ce que Willet nomme « l’évidentialité au sens étroit », niant une relation explicite entre l’évidentialité et la modalité. Plus souvent, cependant, la relation la plus acceptée dans la littérature est l’inclusion, où la portée de l’un englobe l’autre. Le terme évidentialité est utilisé dans le sens large pour parler et de la source et de la fiabilité de l’information véhiculée par le locuteur (pour une discussion sur le sujet, voir,). Finalement, une relation de chevauchement peut être retrouvée dans les travaux de Van der Auwera et Plungian où la modalité et l’évidentialité se recoupent partiellement. L’intersection des deux concepts prend alors la forme de « valeur inférente » (ou « modalité inférente »), que les auteurs affirment être identique à la valeur modale de la nécessité épistémique.

### Évidentialité et mirativité
La miravité est un élément linguistique qui permet de verbaliser l’étonnement d’un locuteur. Elle « concerne le niveau d’engagement de la part du locuteur concernant son énoncé ». Elle est représentée de manière variable, dépendamment du nombre de termes du système langagier du locuteur (voir la typologie plus haut). Par exemple, les systèmes constitués de plus de 3 termes utilisent généralement l’inférence afin d’exprimer un élément de surprise, telle la découverte de nouvelles informations. En français québécois, les items lexicaux de la mirativité constituent des propositions complètes telles que « Eh ben! », « ah oui? », « voyons donc! », etc.
Scott DeLancey, linguiste, a étudié la relation entre la mirativité et l’évidentialité. Il soutient, en se basant entre autres sur des recherches sur le tibétain, que la mirativité doit être reconnue comme une catégorie sémantique et grammaticale distincte.

## Évidentialité (non grammaticale) en anglais ou en français
En anglais, pas plus qu'en français, l'évidentialité n'est considérée comme une catégorie grammaticale, car elle s'exprime de diverses manières et reste toujours optionnelle. Par contraste, beaucoup d'autres langues (dont le quechua, les langues Yukaghir...) requièrent du locuteur qu'il marque le verbe principal ou la phrase entière en fonction de l'évidentialité, ou offrent un jeu optionnel d'affixes pour l'évidentialité indirecte, l'expérience directe constituant le mode d'évidentialité par défaut.
Par exemple, il est peu probable que la phrase (1) soit exprimée sans que quelqu'un (peut-être Robert lui-même) ne l'ait mentionné auparavant au locuteur. (Cela se ferait toutefois au sujet d'une personne qui ne serait pas en mesure de s'exprimer par elle-même, comme un enfant, ou encore un animal). Au contraire, si le locuteur supposait simplement que Robert avait faim, en se basant sur son apparence ou son comportement, il dirait plus probablement (2) ou (3).
(1) Robert is hungry / Robert a faim,
(2) Robert looks hungry / Robert a l'air d'avoir faim.
(3) Robert seems hungry / Robert semble avoir faim.
Ici, le fait de se fier à un témoignage sensoriel, sans éprouver l'expérience directe, est transmis par le biais de verbes comme avoir l'air de ou sembler.  À l'inverse, la certitude est transmise par l'absence de tels marqueurs.
Bien que ce ne soit pas un marqueur évidentiel en soi, le conditionnel peut également marquer l'évidentialité en français. Ce temps verbal présente des caractéristiques évidentielles et permet d’émettre des informations sur la source. Le conditionnel évoque alors l'une de trois choses: l’information provient d’une tierce personne, l’information est incertaine, ou le locuteur refuse de s'engager par rapport à l'information. La différence est claire dans l'exemple (4).
(4) Où est mon tournevis vert?
(4a) Il est sur le comptoir.
(4b) Il serait sur le comptoir.
Le français permet aussi de noter l'évidentialité par des adverbes (visiblement) ou à l'aide de groupes prépositionnels (selon X...).

## Problématiques

### Traduction
La traduction des marqueurs évidentiels peut poser énormément de problèmes. En effet, ces marqueurs sont spécifiques à une langue au sein de laquelle ils peuvent être monosémiques (ne possèdent qu'un seul sens), polysémiques (possèdent au moins deux sens reliés) ou homonymes (possède la même forme qu'un autre marqueur au sens non relié). Les marqueurs équivalents dans la langue d'arrivée peuvent également être monosémiques, polysémiques ou homonymes. De ce fait, en traduisant un marqueur polysémique d’une langue A par un marqueur polysémique dans la langue B, il n’y a pas de garantie que les marqueurs des deux langues afficheront le même comportement polysémique. Cette problématique est aussi intimement reliée à l'interaction entre les catégories présentée plus haut: un marqueur évidentiel peut avoir des fonctions modales mais pas de fonctions miratives dans la langue A, tandis que sa contrepartie dans la langue B peut avoir des fonctions miratives mais pas modales.

### Classification
Classifer les marqueurs évidentiels n'est également pas chose facile. D'abord, toutes les langues n'ont pas une catégorie grammaticale spécialement dédiée à l'évidentialité. Ensuite, « il importe de distinguer la véritable catégorie d’évidentialité des autres qui semblent relever du même domaine, mais qui n’en font pas partie. Le terme marqueurs d’évidentialité n’inclut simplement pas ce qu’on considérerait avoir une fonction évidentielle pour exprimer quelque chose d’autre. Les marqueurs sont plutôt un phénomène grammatical spécial ». Les marqueurs polysémiques, possédant plus qu'une valeur grammaticale (l'évidentialité, la mirativité, la modalité, par exemple) sont ainsi difficiles à classer dans des catégories strictes.